# 叙州区
叙州区（じょしゅう-く）は中華人民共和国四川省宜賓市に位置する市轄区。旧名は宜賓県（ぎひんけん）。

## 歴史
2018年7月により、旧宜賓県の孔灘鎮・王場鎮・白花鎮・永興鎮・双誼鎮以外の地域と翠屏区の南岸街道・趙場街道・南広鎮の地域を市轄区とする叙州区を設置。

## 行政区画
- 街道:南岸街道、趙場街道、柏渓街道
- 鎮:観音鎮、横江鎮、柳嘉鎮、泥渓鎮、蕨渓鎮、商州鎮、高場鎮、安辺鎮、双竜鎮、合什鎮、南広鎮、樟海鎮
- 郷:竜池郷、鳳儀郷

## 交通

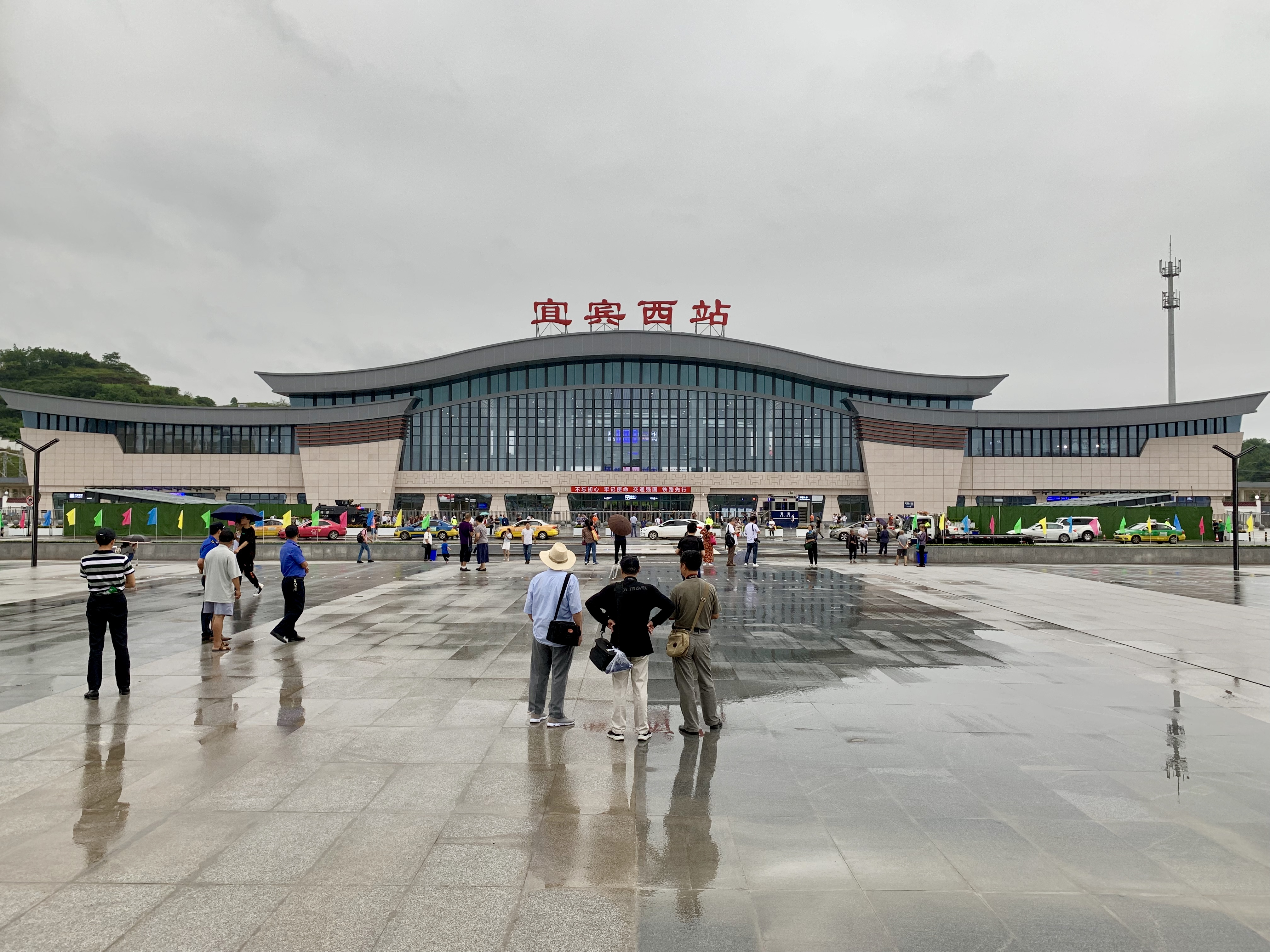
宜賓西駅

### 鉄道
- 中国鉄路総公司
  - 中国鉄路成都局集団公司
    - 成貴旅客専用線（成綿楽旅客専用線）（成都方面）- 泥渓駅（中国語版） -（区外通過）- 宜賓西駅（中国語版） -（貴陽方面）
    - 内昆線（内江方面）- 宜賓南駅（中国語版） - 豆壩駅（中国語版） -（区外通過）- 横江駅（中国語版） -（六盤水方面）

### 道路
- 高速道路
  - 渝昆高速道路
  - 成渝地区環線高速道路

## 健康・医療・衛生
- 叙州区人民医院（宜賓県人民医院）
- 叙州区第三人民医院
- 叙州区婦幼保健院